# Trybunał Obrachunkowy (Mołdawia)
Trybunał Obrachunkowy Republiki Mołdawii (Curtea de Conturi a Republicii Moldova) – najwyższy organ kontroli państwowej w Mołdawii. Jego głównym zadaniem jest dbanie o stabilność finansów publicznych oraz administracja nimi i kontrola ich wydatkowania. Został utworzony w 1994 roku i działa w oparciu o artykuł 133 Konstytucji Mołdawii oraz ustawę nr 312-XIII z 8 grudnia 1994. Trybunał w tym samym roku został członkiem EUROSAI i INTOSAI. Jego siedziba mieści się w Kiszyniowie przy Bulwarze Stefana Wielkiego i Świętego pod numerem 69. Jego prezesem jest Marian Lupu. W 2018 roku Trybunał odnowił umowę o współpracy z Najwyższą Izbą Kontroli.
Instytucja posiada swoje własne symbole: herb, godło i flagę.